# Trehörningstjärnen, Jämtland
Trehörningstjärnen är en sjö i Bräcke kommun i Jämtland och ingår i Indalsälvens huvudavrinningsområde.